# Setge d'Alaró (1231)
El Setge d'Alaró de 1231 fou una de les batalles de la Croada contra Al-Mayûrqa de Jaume el Conqueridor.

## Antecedents
Després del Setge de Madîna Mayûrqa i l'assassinat del darrer valí musulmà de Mayurqa, Abū Yahyà Muhammad ibn 'Alī ibn Abī 'Imrān al-Tinmalālī, Abu Hafs ibn Sayrî fugí vers les muntanyes on reuní 16.000 supervivents a la massacre que seguí a la caiguda de Madîna Mayûrqa. i la insurgència mayurquina es fortificà als castells d'Alaró, Pollença, Santueri. així com a la Serra de Tramuntana, on Aleshores els mayûrquins nomenaren com a nou cabdill i senyor a Xuiap de Xivert. El rei va tornar a Catalunya el novembre de 1230.

## El setge
El 1231, durant la segona expedició de Jaume el Conqueridor sobre Mallorca, i després de la mort de Abu Hafs ibn Sayrî i els seus sis mil homes el mes de febrer a la Serra de Tramuntana, Xuiap optà per tractar la rendició de la següent manera: per a ell i altres quatre del seu llinatge, hisenda a Mallorca, cavalls, armes, rocí i mules; pels sarraïns que s'acollissin al tracte, dret a poblar les terres que s'havia expropiat el rei (medietas regis); aquells que no volguessin retre's, restarien a la mercè del rei.

## Conseqüències
Prop de 2.000 sarraïns mayûrquins es negaren a retre's en aquestes condicions i es van refugiar al castell de Pollença, que fou assetjat, on morí el cabdill mayurquí Abu-Alí Úmar.